# Арекипа Вайнгарта
Арекипа Вайнгарта (лат. Arequipa weingartiana) — вид кактусов из рода Арекипа.

## Описание
Стебель серо-зелёный, вначале шаровидный, позднее удлинённый, до 40 см высоты. Рёбер около 16. Ареолы удлиненные, крупные, Радиальные колючки (10—15) жёлто-коричневые, игловидные, около 1,5 см длиной. Центральные колючки (4) вначале жёлтые, с тёмными концами, со временем тёмно-коричневые до чёрных, жёсткие, до 5 см длиной.
Цветки светло-красные, около 5 см длиной и 2 см в диаметре. Плоды мелкие, от шаровидных до удлиненных.

## Распространение
Арекипа Вайнгарта распространена на севере Чили.